# 440
440 (CDXL) fue un año bisiesto comenzado en lunes del calendario juliano, en vigor en aquella fecha.
En el Imperio romano, el año fue nombrado el del consulado de Valentiniano y Anatolio, o menos comúnmente, como el 1193 Ab urbe condita, adquiriendo su denominación como 440 a principios de la Edad Media, al establecerse el anno Domini.

## Acontecimientos
- Los vándalos toman Sicilia.
- León I Magno sucede a Sixto III como papa.
- Requila conquista al Imperio romano de Occidente la ciudad de Augusta Emérita, capital de la Lusitania quedando incorporada al reino suevo.

## Nacimientos
- Ereleuva Eusebia, noble romana.

## Fallecimientos
- 18 de agosto: Sixto III, papa.